# Stan Jones
Pour les articles homonymes, voir Stan Jones (homonymie) et Jones.
Stan Jones (1914-1963) est un auteur-compositeur américain né à Douglas en Arizona.
Sa plus célèbre chanson a probablement été (Ghost) Riders in the Sky: A Cowboy Legend, écrite alors qu'il travaillait pour le service des parcs nationaux de la Vallée de la Mort en Californie.
Il a écrit des chansons, la plupart dans le genre de la musique de western, pour plusieurs films, comme La Prisonnière du désert et Rio Grande. Il a également interprété un petit rôle dans ce dernier film.
Stan s'est marié plusieurs fois, et a eu de nombreux enfants. Sa première femme était Kathryn Jones. Ils se sont mariés en 1939, ont eu une fille du nom de Nancy en 1941 avant de divorcer en 1942.

## Dans la culture
- 2013 : Médecin de campagne - (Ghost) Riders in the Sky: A Cowboy Legend

(source : générique)